# Joey Zimmerman
Joseph Paul Zimmerman (Albuquerque, Nuevo México, 10 de junio de 1986) es un actor estadounidense, conocido por su papel de Dylan Piper en la franquicia cinematográfica de Disney Channel Halloweentown.

## Biografía
Zimmerman nació en Albuquerque, Nuevo México, siendo hijo de Kat y Harry Zimmerman, un actor residente en Los Álamos. Sus padres se divorciaron, y él vivió con su padre. Cuando era pequeño, se mudó a San Diego, California. Él es judío.

## Carrera
A pesar de que Zimmerman es generalmente reconocido por su carrera actoral, se centra más en ser creador, productor, escritor y director. Trabaja con frecuencia en ZFO Entertainment, empresa que cocreó en 2014, centrándose en proyectos de ciencia ficción.
En los últimos años, Zimmerman también ha actuado más en teatro, y ha dirigido obras teatrales como, por ejemplo, The Dark Heart of Poe, realizada en el Fire Hall Theatre en 2023.

## Vida personal
Durante un tiempo, Zimmerman estuvo en una relación con la actriz y música Aria Noelle Curzon. En 2020, se casó en privado con Becky Zimmerman.
Además del cine y la televisión, a Zimmerman también le apasiona la fotografía, y comparte habitualmente sus fotos en sus redes sociales.

## Filmografía
- Jack Reed: Badge of Honor (1993)[6]
- Murder Between Friends (1994) como Chico
- Mother's Boys (1994) como Ben Madigan
- Earth 2 (1994-1995) como Ulises Adair (serie de televisión)
- Bailey Kipper's P.O.V. (1996) (serie de televisión)
- Halloweentown (1998) como Dylan Piper (película de televisión)
- Caroline in the City (1998) como Chuckie (1 episodio)
- Felicity (1999) como Matthew Anderson (1 episodio)
- Treehouse Hostage (1999) como Timmy Taylor
- The Practice (2002) como Steven Jamison (2 episodios)
- Becker (2000) como Jeff (estudiante de secundaria) (serie de televisión)
- 7th Heaven (2000) como Luke (2 episodios)
- Halloweentown II: Kalabar's Revenge (2001) como Dylan Piper (película de televisión)
- That '70s Show (2002) como Steven Hyde de 13 años (2 episodios)
- Halloweentown High (2004) como Dylan Piper (película de televisión)
- Dogg's Hamlet, Cahoot's Macbeth (2005) - Director
- Return to Halloweentown (2006) como Dylan Piper (película de televisión)
- In Plain Sight (2010) como Chico #2
- Roswell FM (2012) como Chris